# Oligokyphus
Oligokyphus is een geslacht van uitgestorven plantenetende Cynodontia dat behoorde tot de familie Tritylodontidae. 

## Kenmerken
Oligokyphus was ongeveer 50 cm lang en had een lang, slank lichaam. Dit dier behoort tot de meest ontwikkelde basale cynodonten en de anatomie van Oligokyphus toont grote overeenkomsten met die van zoogdieren. De sterke overeenkomsten met de zoogdieren hebben ertoe geleid dat Oligokyphus lange tijd beschouwd werd als een primitief zoogdier. Pas na verdere bestudering van het kaakgewricht bleek dat Oligokyphus een meer basale cynodont was: bij zoogdieren bestaat het kaakgewricht uit één stuk bot, terwijl dit gewricht bij basale cynodonten nog uit meerdere botdelen bestaat.

## Verspreiding en leefgebied
Dit geslacht leefde tijdens het Laat-Trias en Vroeg-Jura (circa 220 - 205 miljoen jaar geleden) in Europa, Azië en Noord-Amerika.

## Soorten
Het geslacht Oligokyphus omvat vier soorten:
- Oligokyphus triserialis: Deze soort leefde tijdens het Laat-Trias (Rhaetien). Fossielen zijn gevonden in Tübingen in de Duitse deelstaat Baden-Württemberg.
- Oligokyphus biserialis: Door Hennig gevonden op dezelfde locatie als de voorgaande soort.
- Oligokyphus major: Deze soort leefde tijdens het Vroeg-Jura (Sinemurien). Fossielen zijn gevonden in Somerset in Engeland.
- Oligokyphus lufengensis: Deze soort leefde tijdens het Vroeg-Jura (Sinemurien). Fossielen zijn gevonden in de Lufeng-formatie in de Chinese provincie Yunnan. In dezelfde rotsformatie zijn ook de fossielen van de primitieve zoogdieren Sinoconodon en Morganucodon gevonden.
- Oligokyphus sp.: In de jaren tachtig van de twintigste eeuw werden fossielen van Oligokyphus uit het Vroeg-Jura (Pliensbachien) gevonden in de Kayenta-formatie in de Amerikaanse staat Arizona. De vondsten konden echter niet tot op soortenniveau worden geclassificeerd. In dezelfde rotsformatie werden ook fossielen ontdekt van dinosauriërs, waaronder Dilophosaurus.